# 許貢
許 貢（きょ こう、生年不詳 - 建安5年（200年））は、中国後漢末期の官僚。
後漢末に官僚となり、揚州呉郡の都尉、後に呉郡太守を務めた。『三国志』蜀書許靖伝には、彼と旧交があった旨が記載されている。また、曹操の軍師であった周喁が九江太守であった兄の周昂に味方し、袁術に敗れた後、故郷の会稽に帰還して来たため、許貢は彼を処刑している。
建安5年（200年）、『三国志』呉書孫策伝が注に引く『江表伝』によると、許貢は急激に江東へ勢力を拡大した孫策を警戒し、朝廷に対して「孫策は傑出した勇武の持主であり、項羽と似たところがあります。是非とも恩寵を与え、都（当時は許都）に召還しましょう。もし召還せず地方に放ったままにしておくと、必ず禍いを招きます」と上表した。ところがこの上表を孫策配下の官吏（下級官僚）が確保し、孫策に見せた。孫策が許貢と面会し、これを問い質したが、許貢は自らの書いた手紙ではないと否定した。このため孫策は、配下の兵士数人に命じて許貢を絞首刑にした。